# Arthur Danto
Pour les articles homonymes, voir Danto.
Arthur Coleman Danto, né le 1er janvier 1924 à Ann Arbor (Michigan) et mort le 25 octobre 2013 à Manhattan (New York), est un philosophe et critique d'art américain.
Bien qu'il ait écrit sur de nombreux sujets (philosophie de l'action, philosophie de l'histoire et philosophie de la connaissance), il est principalement connu pour ses travaux en esthétique. Avec Nelson Goodman, il est l'un des plus célèbres représentants de l'esthétique analytique américaine, bien qu'il s'en distance clairement en puisant dans l'œuvre philosophique dite « continentale » (Hegel, Nietzsche, Sartre). Danto s'écarte petit à petit des penseurs de référence de sa scolarité universitaire américaine, où l'école analytique est majoritaire. En complément de sa théorie des « indiscernables », sa vision de l'évolution de l'art est profondément inspirée de l'historicisme édicté par Hegel.
Il a enseigné en tant que professeur émérite de philosophie à l'université Columbia (New York) à partir de 1951. Il était également critique d'art pour le magazine The Nation.

## Biographie
Arthur Danto est né à Ann Arbor (Michigan) le 1er janvier 1924, et a grandi à Détroit. Après deux années dans l'armée, il étudia l'art et l'histoire à l'université de Wayne State et poursuivit avec un cursus de philosophie à l'université Columbia de New York. De 1949 à 1950, il étudia à Paris sous la direction du philosophe Maurice Merleau-Ponty, et rentra en 1951 pour enseigner à Columbia.
Arthur Danto a obtenu de nombreuses récompenses, dont notamment deux Guggenheim Fellowship, un prix Fulbright et un prix du American Council of Learned Societies. Il a été président de l'Association philosophique américaine et de la Société américaine d'esthétique.
Arthur Danto est l'auteur de nombreux articles et ouvrages de critique d'art, mais également de livres et articles de philosophie (sur Nietzsche et Hegel). Il était également un contributeur régulier de Naked Punch Review et du magazine d'art contemporain Artforum.

## Le monde de l'art: de l'article de 1964 à laTransfiguration du banal
Le monde de l'art (The Artworld) désigne d'abord l'article rédigé par Danto paru en 1964 dans The Journal of Philosophy. 
Ce serait une méprise sur l’usage de l’expression « monde de l’art » par Danto (expression reprise du sociologue Howard Becker) dans l’article du même nom publié en 1964 qui aurait amené le philosophe George Dickie à élaborer sa « théorie institutionnelle de l'art ». Danto se dissocie par la suite de l'interprétation faite par Dickie et précise sa pensée dans La transfiguration du banal, où il développe une théorie de l'œuvre d'art en tant qu'objet d'interprétation (plutôt qu'en tant qu'artefact). Sa démonstration repose sur le recours à différentes expériences de pensée inspirée de l'histoire de l'art européen ainsi que certains concepts de la philosophie du langage américaine (notamment ceux discutés dans Langages de l'art de Nelson Goodman). 
Dans l’assujettissement  philosophique de l'art (traduit en français en 1993), le philosophe américain approfondit sa réflexion sur le potentiel herméneutique de l'œuvre et prend position sur différents aspects de la l'écriture philosophique : « plutôt que nous proposer une véritable philosophie de la littérature, Danto nous invite à voir l’écriture philosophique autrement en se demandant si elle peut être aussi vue comme une littérature, au bénéfice de la réflexion philosophique et du travail de conceptualisation qui en constitue l’essence ».

## La fin de l'histoire de l'art
Arthur Danto considère nécessaire de faire une différence entre modernisme et contemporanéité. Selon lui, les années 70 forment une frontière entre les deux. Ces deux termes « modernisme » et « contemporanéité » sont cependant mal choisis car ils impliquent d’être moderne - pour l’un et contemporain pour l’autre, alors que les deux signifient  : actuel, le plus récent.
Pour l’art moderne il en retourne une différence d’appréciation esthétique, une pratique indépendante des canons d’une certaine époque, une révolution picturale, des idées de formes et de couleurs prises sous un nouvel angle. Alors que selon lui, l’art dit contemporain sort simplement de ce récit, de cette histoire de l’art, et découle petit à petit vers une nouvelle chose.
C’est la fin de l’histoire de l’art, voire une fin de l’art, lorsque la chose de l’art change radicalement.
Il n’est plus question d’esthétique mais bien de philosophie de l’art à travers l’art. 
C'est une question de ce qu’est l’art, une libération de sa pratique, une liberté jusqu’à ce que l’artefact ne soit même plus obligé d’avoir une forme. Cette idée, formulée aussi par Hans Belting, pourrait être comprise comme la suivante : « L’objet de l’art est parvenu à un point d’achèvement ».
L’histoire de l’art peut encore dire des choses mais les nouveaux médiums de l’art, ses formes font que continuer à écrire une histoire de l’art «  linéaire  » devient absurde. Un art n'est plus la conséquence d’un autre, il n’en est plus une réponse ou une révolte ; il se manifeste comme un électron libre parmi tant d’autres. Il n’offre plus d’homogénéité mais bien une pluralité d’individualités. Voilà pourquoi une certaine histoire, un certain type de récit n’est plus possible. 
L’art moderne remettait en question les idées de l’histoire de l’art, de l’Académie, des musées (soit des Institutions) alors que l’art contemporain les intègre et est intégré par celles-ci. Les institutions ont accepté la fin de cette histoire de l’art en présentant l’art contemporain de manière «  contemporaine  », ils les acceptent comme art mais ne les inscrivent plus dans une ligne du temps explicative. Si les institutions reconnaissent que les œuvres d’art n’ont plus de manière d’être spécifique, la narration de l’art touche à sa fin. L’histoire de l’art est finie car l’art pose la question de savoir quelle est la différence entre art et réalité. 
«  Il y a là un processus de dés-esthéticisation de l’objet qui accompagne celui de la dé-définition de l’art.  » -Yves Michaud
La fin de l’histoire de l’art, une fin de l’art, doit-elle être prise au sérieux ?
On peut sérieusement s’interroger sur ce que cela implique et représente. Mais si ce n’était qu’une question de vue d’ensemble sur notre monde ? Est-ce la fin de l’histoire de l’art quand l’art ne se raconte plus de manière linéaire, quand un mouvement ou un style n’est plus une réponse au précédent ? Peut-être, mais comme le dit Danto, la fin implique aussi un nouveau commencement. 
Prenons un autre point de vue, Hegel a identifié la mort de l’art lorsque l’art n’a plus cherché à atteindre l’absolu, lorsque le peintre y a trouvé une autre quête, plus personnelle au moment du Romantisme, plus individuelle. La fin de l’histoire de l’art aurait pu se décréter à ce moment-là. Il est vrai que ses moyens ont été conservés : une toile, un pinceau, de la peinture, de la sculpture, et c’est la réponse esthétique et son intention qui ont changé. Grâce aux médiums était-il plus facile de continuer de l’inscrire dans l’histoire de l’art ?
Si nous revenons à l’art moderne, par exemple les fauves, ils n’ont pas été reconnu par les institutions à l’époque et le temps leur a, pour ainsi dire, donné raison. Ils n’étaient donc pas inscrits dans l’histoire de l’art. À l’inverse, ceux que l’on a oublié maintenant ce sont ces mêmes académies et institutions disparus du fil linéaire de l’histoire de l’art, comme des objets que l’on a recouvert d’un voile.
Alors pourquoi lorsque nous avons affaire à une série d’objets-non-identifiés dans l’art contemporain, l’histoire de l’art se décrète-t-elle morte ?
N’est-ce pas une nouvelle forme d’art pour une nouvelle forme d’histoire de l’art ? 
La photographie aurait pu assassiner l’art mais c’est la question de l’art qui a changé de terrain.
L’art est mort selon les Dadas, l’art est mort et cela est vrai et faux, car l’art est mort lorsque l’homme est mort, lorsque l’homme se suicide à travers des guerres (14-18) et l’homme se renouvelle, se survit ainsi que l’art meurt et se répète en écho, en fantôme. L’art renaît de ses cendres, il est un phénix qui laisse une marque de son temps, et le temps passant, lui donne une certaine valeur.
Serait-il pertinent d’aligner ce qu’a été l’impact artistique de la Renaissance avec celui de l’art contemporain ? En effet, l’art occidental a été profondément transformé dans son rapport à l’homme, à la nature, au monde, à Dieu.  L’art n’a plus eu pour but de servir uniquement la religion. Pouvons-nous sincèrement faire un parallèle entre les technologies nouvelles de la Renaissance (XVe siècle : Gutenberg, échanges commerciaux et internationaux, découvertes des «  terres nouvelles  » pour le monde occidental) et les avancées technologiques et scientifiques actuelles ? Après tout, la pratique artistique a suivi dans ses médiums les technologies de son époque. Elle est donc témoin de son époque, et s’inscrit ainsi dans l’histoire de l’art. Si cela est comparable, on ne peut pas parler d’un fin de l’art ou d’une fin de l’histoire mais d'une nouvelle ère dans l'histoire de l'art.
Tout comme Fukuyama n’a pas pris en compte qu’il était possible que d’autres idéologies puissent prendre possession du monde occidental, Danto ne pense pas que, le temps passant, les nouveaux médiums et la pluralité de l’art contemporain pourront s’inscrire dans une continuité. Si la fin de l’art, ou la fin de l’histoire de l’art implique un nouveau commencement la Re-naissance est un nom qui pourrait peut-être s’appliquer à l’ère dans laquelle nous sommes entrés avec l’art contemporain. 
Ne sommes-nous pas à une étape où l’art change de vocation et donc l’histoire de l’art n’est pas capable actuellement de lui donner un fil global  ? 
Et si l’art est la chose qui marque son temps, l’histoire de l’art doit juste être patiente pour pouvoir ordonner le désordre de matières et non-matières qui sont utilisées dans l’art. Pour finir, l’idée de la fin de l’art et de l’histoire de l’art  devraient prendre en considération un art qui n'entre pas dans les «  normes sociétales  » de l'Occident afin de pouvoir légitimement s'affirmer.

## Œuvres

### Critique d'art
- Encounters and Reflections: Art in the Historical Present, Farrar, Straus & Giroux, 1990
- Beyond the Brillo Box: The Visual Arts in Post-Historical Perspective, Farrar, Straus & Giroux, 1992
- Playing With the Edge: The Photographic Achievement of Robert Mapplethorpe, University of California, 1995
- The Madonna of the Future: Essays in a Pluralistic Art World, Farrar, Straus & Giroux, 2000
- Unnatural Wonders: Essays from the Gap Between Art and Life

### Philosophie
- Nietzsche as Philosopher, Expanded Edition, New York, Columbia University Press, 2005  (éd. originale :1965)
- Mysticism and Morality
- Sartre (1975)
- The Transfiguration of the Commonplace
- Narration and Knowledge
- Connections to the World: The Basic Concepts of Philosophy

### Œuvres traduites en français
- « Le Monde de l'art », 1964, in Philosophie analytique et esthétique, Klincksieck, 2004.
- La Fin de l'art, 1984.
- La Transfiguration du banal : une philosophie de l'art, Paris, Seuil, 1989.
- L'Assujettissement philosophique de l'art, 1993.
- Après la fin de l'art, 1996.
- L'Art contemporain et la clôture de l'histoire, 2000.
- La Madone du futur, Paris, Seuil, 2003.
- Andy Warhol, Les Belles Lettres, 2011
- Ce qu'est l'art, Post-éditions, 2015.

### Études
- Lydia Goehr, Jonathan Gilmore. A Companion to Arthur Danto, Wiley, 2022
- Noël Carroll, Arthur Danto's Philosophy of Art, Brill, 2021
- Raquel Cascales, Arthur Danto and the End of Art, Cambridge Scholars Publishing, 2019
- Randall E. Auxier, Lewis Edwin Hahn (eds.), The Philosophy of Arthur C. Danto, Open Court Publishing, 2011
- Thériault, M. Arthur Danto ou l'art en boîte, 2010
- Marianne Borie, « L’assujettissement philosophique du style. Pour parodier Danto », dans Bruno Curatolo et Jacques Poirier (dir.), Le style des philosophes, Besançon/Dijon, Presses universitaires de Franche-Comté/Éditions universitaires de Dijon, 2007 (ISBN 978-2-84867-192-5, DOI 10.4000/books.pufc.26697 , lire en ligne), p. 203-211
- Rollins, M. (ed.), Danto and His Critics, 1993